# Johann Weber
Johann Weber (26. dubna 1927, Štýrský Hradec – 23. května 2020) byl rakouský římskokatolický kněz a emeritní biskup Graz–Seckau.

## Život
Narodil se 26. dubna 1927 ve Štýrském Hradci. Jeho otec byl četník. Studoval na Akademisches Gymnasium ve svém rodném městě. Jako každý, když byl v 6. třídě roku 1943 sloužil ve Wehrmachtu, tato služba byla roku 1945 ukončena vyhláškou. V roce 1945 začal studovat na Karl-Franzens-Universität Graz germanistiku, historii a zeměpis. O rok později začal studovat také teologii. Dne 2. července 1950 byl vysvěcen na kněze a působil jako kaplan v Kapfenbergu a také v Köflachu. Roku 1956 byl kaplanem Katolických pracovníků s mládeží a roku 1962 působil ve Štýrském Hradci.
Dne 10. června 1969 byl papežem Pavlem VI. ustanoven diecézním biskupem Graz–Seckau. Biskupské svěcení přijal 28. září 1969 z rukou arcibiskupa Andrease Rohrachera a spolusvětiteli byli arcibiskup Josef Schoiswohl a biskup Josef Köstner.
Začal velmi rychle realizovat rozhodnutí Druhého vatikánského koncilu. Již v roce 1969 založil pastorační radu. O rok později postavil laické teology jako pastorační asistenty, a roku 1975 nechal oženit trvalé jáhny, atd.
Roku 1995 byl zvolen předsedou Rakouské biskupské konference, tuto funkci ukončil roku 1998.
Dne 14. března 2001 papež Jan Pavel II. přijal jeho rezignaci na post biskupa Graz–Seckau.